# Mandray
Mandray är en kommun i departementet Vosges i regionen Grand Est (tidigare regionen Lorraine) i nordöstra Frankrike. Kommunen ligger i kantonen Fraize som tillhör arrondissementet Saint-Dié-des-Vosges. År 2022 hade Mandray 590 invånare.

## Befolkningsutveckling
Antalet invånare i kommunen Mandray
| Referens: INSEE |